# André Prodhomme
Pour les articles homonymes, voir Prodhomme.
André Prodhomme, né en 1949 à Paris, est un écrivain et poète français.
Éducateur spécialisé, il a dirigé dans les Yvelines, de 1992 à 2006, un foyer de vie pour personnes autistes. Il publie régulièrement dans la revue des CEMEA, VST (Compétences collectives et projet pour autiste, no 87, Le Gamin de Paris, figure de la Réhabilitation, no 94, laicité(s) et éducation spécialisée, no 100). En 2008, dans l'ouvrage collectif Passeurs d'humanité publié par les éditions Erès sous la direction de Loïc Andrien, il a raconté comment s'est structuré un parcours de poète et d'éducateur de 1970 à 2006.

## Le poète
Il est l'auteur de onze recueils de poésie, dont Poèmes accordés, lettre à Laurent ( Librairie-Galerie Racine, collection les Hommes sans épaules, 2013) composé de poèmes jazzy écrits pour le pianiste Laurent Epstein et est accompagné d'une réédition de L'innocence avec rage. En 2009d Il me reste la rivière est accompagné d'un texte L'émeute, gravé sur disque, dit par le comédien Philippe Valmont et accompagné par les improvisations accompagné au piano par  Laurent Epstein (coédité par les Éditions du Vertige et la Librairie-Galerie Racine, 2009). Pour ce poème-jazz sur disque, il a obtenu en juin 2010 le Prix Coup de Cœur de l'Académie Charles-Cros dans la catégorie Parole enregistrée.
Présent dans différentes revues (Au cri d'os, Souffles, Les Hommes sans épaules, À l'index, Nouvelle Tour de Feu, La main millénaire, Les cahiers du sens) et en anthologies (Éros en poésie, Librairie-Galerie Racine, 2002,Poésie, émotion en liberté, 2008, Seghers, L'année poétique 2009, Les Riverains du Feu, avec Christophe Dauphin (poète), Le Nouvel Athanor, 2009), "  L'Athanor des poètes" - 1991 -2011, Le Nouvel Athanor, 2011, Ouvrir le XXIe siècle, 80 poètes québécois et français, Moebius et les Cahiers du Sens, 2013), Quel temps !, anthologie sur le climat , Matthias Vincenot, éditions unicité, 2023
Il a présidé l'Arche 23, l'association de poètes de la Librairie-Galerie Racine, dont il a donné une anthologie exhaustive et remarquée : "La Pampa de l'absolu".  . Vice-président de Poésie-en-Liberté, membre du jury Léon Paul Fargue,. Il intervient dans des collèges ou lycée, à animé et anime , notamment à l'Entrepôt, ensuite  à L'agora des 
rencontres au service de la poésie contemporaine.

## Trois poèmes
Les Folles choses de la vie À
Maguy'
'
Là dans le métro
Dans ce  bouillon d’émotions
Où les sueurs du monde se contredisent 
Venu d’un couloir un saxophone en souffrance 
Petit frère incertain de Lester Young
Le musicien on l’appelle
Plus qu’il nous appelle
Est-ce la bonne Saison 
Mais je n’ai pas le choix
Voici  Prez[1]
Sa précise  nonchalance
Saxo ténor voix parallèle
Il faut une dame qui chante comme il joue
Une belle fille monte
Elle a un gardénia à l’oreille
Nous sommes sur les rails
 Dans une maison commune
Paris – Saint-Michel - New york -52ème rue
Ma mère et Billie Holiday ont 22 ans
Les portières vibrent
Les roues crissent
Les passagers se succèdent
Gigotent
Se trémoussent
Mais pour honorer les folles choses de la vie
Tordre les barreaux
Il faut trouver le bon studio d’enregistrement
Arriver à temps le 25 janvier 1937
Avoir le juste abandon
Le mouvement doit être decrescendo 
Le roulis  se faire
chuchotement
À chaque station 
Tel passager descend 
Tel autre monte
Selon une horlogerie précise 
Dont je pressens 
Qu’elle exige comme Lester Young à son meilleur
Une totale liberté d’improvisation 
[1] Prez,
diminutif de Président, surnom  donné à
Lester Young par Billie Holiday en réponse au Lady Day, que lui-même avait
donné à son amie.
Monk
Quand j’approche d’un disque de Monk
J’arrive toujours de loin
Je réponds à un appel
Venu comme une averse
Les doigts du pianiste me
maintiennent
Impossible de tenter une
fuite
Mais je ne le veux pas
Je dois écouter avec
franchise
Deviner la porte
entrouverte
Dans cette histoire-là
Chacun est l’intime de
l’autre
Monk
Le pianiste
L’oreille
Chacun sa fonction

(
André Prodhomme, Poèmes accordés, lettre à Laurent, LGR 2013)
L'Extrême
Cette grâce de l'excès

Des oiseaux de montagne 

Il contemple avec hauteur le mystère du vivant 

Là où l'air est rare et la lumière d'acier 

Il goûte l'extrême cet entre-deux 

Et frôle le couloir de l'illimité 

Il revient de son expérience 

Ailes déployées 

Orgueilleux et libre  

Sauvage et souverain 

En ville il me croise 

Me voit en déséquilibre 

Et sait que je suis son ombre

Dans la couleur des merles
— André Prodhomme, coécrit avec Jean-Claude Tardif, LGR, 2003